# Anydrelia
Anydrelia is een geslacht van vlinders van de familie spanners (Geometridae), uit de onderfamilie Larentiinae.

## Soorten
- A. dharmsalae Butler, 1883
- A. plicataria Leech, 1897